# Voltigeur

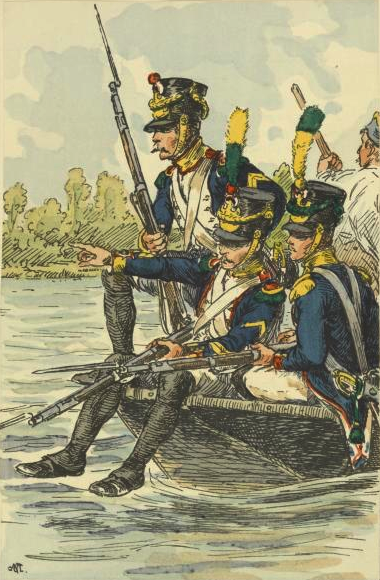
Voltigeurs franceses a atravessar o rio Danúbio antes da Batalha de Wagram.

Os Voltigeurs eram unidades militares francesas de atiradores criadas em 1804 por Napoleão Bonaparte.

## Etimologia
A designação Voltigeur (lit. volteio) tem origem na função principal com que estas unidades foram criadas, ou seja, "atiradores a cavalo": os voltigeurs tinham que saltar para a zona posterior do dorso do cavalo por forma a avançar mais rapidamente no campo-de-batalha. Porém, este método demonstrou-se ineficaz e os membros desta unidade foram treinados para serem atiradores de elite, mantendo o seu nome original. Faziam parte do Grande Armée e de batalhões de Infantaria de Linha e Ligeira.

## Voltigeursde Linha e Infantaria ligeira deVoltigeurs

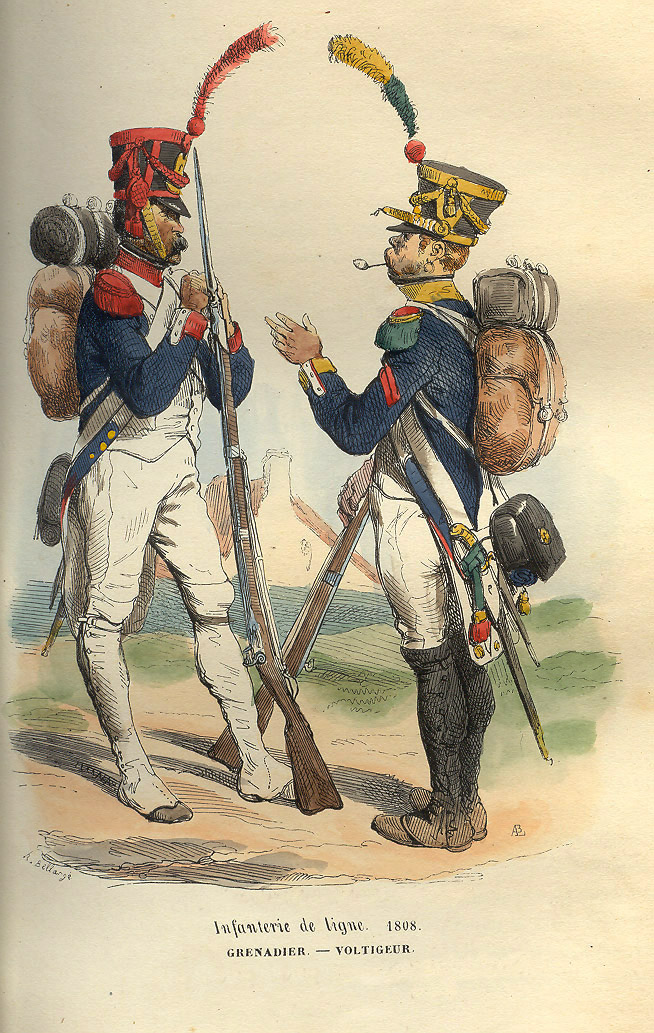
Granadeiros da Infantaria de Linha francesa (esq.) e voltigeur (dta.) c.1808

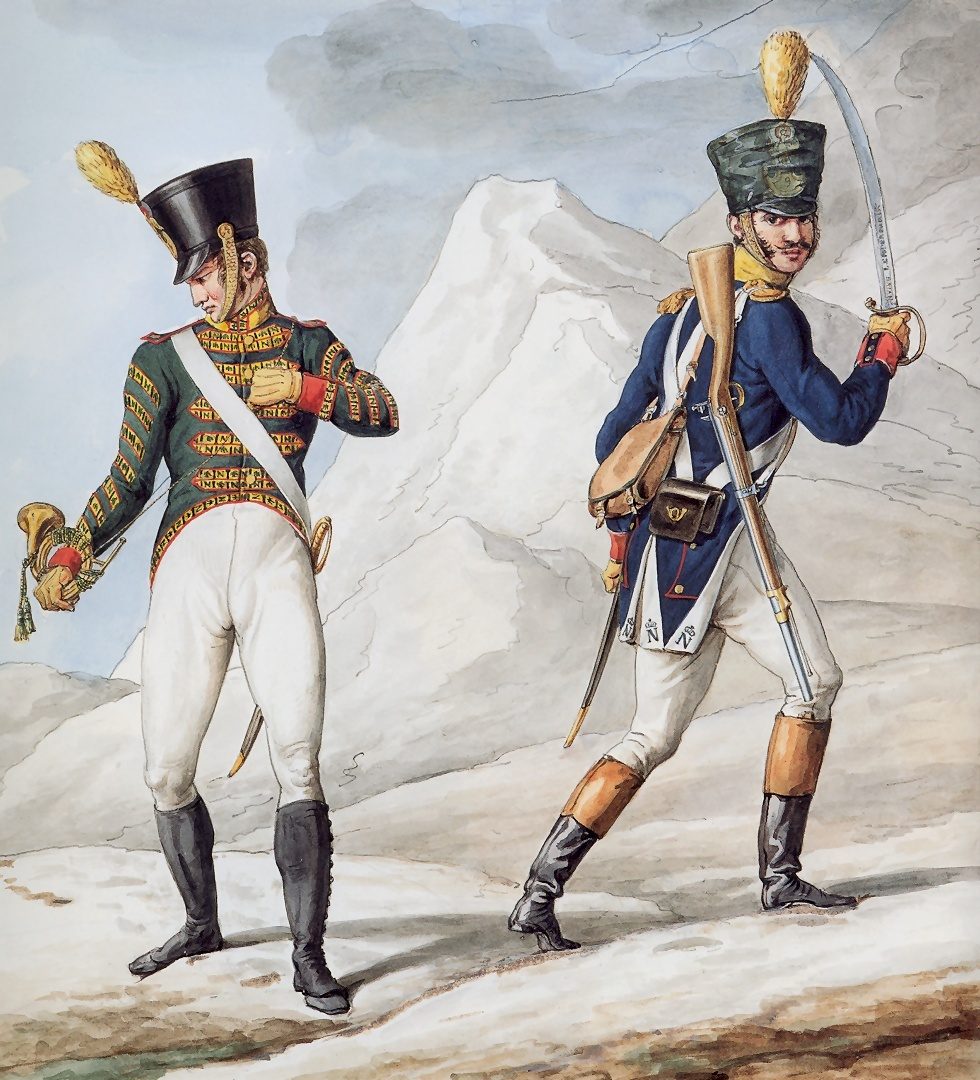
Uniforme imperial e oficial do voltigeurs dos de Lihna (1812).

Em 1804, cada batalhão francês de Infantaria de Linha e de Infantaria Ligeira recebeu ordem para criar uma companhia com 90 dos melhores atiradores.
Esta companhia seria, habitualmente, destacada do batalhão para efectuar operações especializadas - operando em formações livres, constituindo os atiradores de linha e efectuando triagem do batalhão do inimigo. Os voltigeurs eram especialistas em tiro e recebiam treino específico em boa pontaria, de forma camuflada e independente.
Embora o conceito original de os atiradores utilizarem os cavalos para transporte durante as batalhas depressa se tenha mostrado ineficaz, em larga escala, o voltigeurs chegaram a acompanhar os dragões franceses em batalha, tal como recordado por um oficial britânico, durante a difícil retirada, do exército de John Moore durante a Batalha da Corunha.

"Os franceses estavam em vantagem em relação a nós nestas pequenas batalhas, pois, por várias vezes, observei as suas tropas ligeiras montadas atrás dos seus dragões, ficando em posição favorável para fazer um ataque; estes homens saltavam dos cavalos, estavam bem descansados; as nossas tropas ligeiras, que tinham estado sempre a marchar, tinham que os enfrentar; mesmo assim, conseguimos vencê-los."
Com a reorganização de 1807, a campanhia de voltigeur foi aumentada para 120 homens. Quando o batalhão foi criado em formação em linha, os voltigeurs tomaram os seus lugares à esquerda da linha, a segunda posição mais prestigiada. A posição de elite era à direita, onde estava acompanhia de granadeiros do batalhão.
Durante as imensas perdas durante a Invasão francesa da Rússia, a qualidade dos voltigeurs caiu pois as novas unidades não tinham experiência e formação suficiente para serem destacados dos seus compatriotas "não elitistas" das companhias de caçadores de infantaria ligeira regular. Os novos regimentos de 1813, cerca de 19, não estavam ao mesmo nível das unidades de elite de voltigeurs de antes da campanha russa. Apesar disso, os voltigeurs da Guarda tiveram um bom desempenho nas campanhas de 1813-14.

### Uniforme
O uniforme era constituído por uma casaco azul com um colarinho amarelo e punhos vermelhos, dragonas em vermelho e verde com um crescente amarelo, e uma corneta amarela nas dobras. A partir de 1804, usavam barretina, mas alguns tinham chapéu bicorne com pompons verdes e uma  escova amarela. Em 1807, todos os voltigeurs tinham um shako que podiam ser de cor preta com uma fita amarela, em cima ou em baixo, ou ter um chevron amarelo, listas verdes e uma pluma verde ou verde com uma marca amarela. Os voltigeurs de Linha usavam calças brancas e lapelas, enquanto os voltigeurs Ligeiros tinham calças azuis e lapelas.

## Voltigeursda Guarda
Em 1809, o corpo de Caçadores da Guarda Imperial francesa formaram regimentos de Atiradores-Caçadores [Tirailleurs-Chasseurs ], parte da Jovem Guarda. Em 1811, estas unidades foram redesignadas por Voltigeurs, e criaram quatro regimentos. Os Voltigeurs  Guard, junto com os outros regimentos de Tirailleurs (antigo regimento de Tirailleurs-Grenadiers), providenciavam a barreira de atiradores para os Caçadores e Granadeiros da Velha Guarda de Napoleão.
Durante a Batalha de Waterloo, os voltigeurs, juntamente com os tirailleurs, tiveram um papel importante na defesa da cidade de Plancenoit contra um ataque de flanco do exército da Prússia. Embora em inferioridade numérica, a Jovem Guarda, reforçada por batalhões da Velha Guarda de Granadeiros, conseguiu controlar a cidade até que a derrota do ataque da Guarda no centro dos Aliados, provocou o colapso do exército.
Depois de Napoleão abdicar e da Restauração francesa, os regimentos restantes de voltigeurs, juntamente com as forças remanescentes da Guarda Imperia, foram dissolvidos.